# Jonaspyge
Jonaspyge este un gen de fluturi din familia Hesperiidae. 

## Specii
- Jonaspyge aesculapus (Staudinger, 1876) Costa Rica, Panama, Columbia, Ecuador
- Jonaspyge jonas (C. & R. Felder, 1859) Mexic, Guatemala, Nicaragua
- Jonaspyge tzotzili (Freeman, 1969) Mexic